# Чемпіонат Європи з веслування на байдарках і каное 1999
Чемпіонат Європи з веслування на байдарках і каное 1999 року відбулися у хорватському місті Загреб. Було розіграно 26 комплектів нагород.

## Медальний залік

### Чоловіки
| Дисципліна | Золото                                                                | Час      | Срібло                                                              | Час      | Бронза                                                                   | Час      |
| C1-200 м   | Максим Опалєв                                                         | 40.425   | Мартін Доктор                                                       | 40.585   | Славомир Князовицький                                                    | 40.775   |
| C2-200 м   | Данель Єндрашко Павел Барашкевич                                      | 37.851   | Йонель Аверіан Мітіке Прікоп                                        | 38.031   | Петр Прохазка Ян Бржечка                                                 | 38.341   |
| C4-200 м   | Ян Бржечка Петр Фукса Карел Кожишек Петр Прохазка                     | 35.649   | Йонель Аверіан Георге Андрієв Флорін Попеску Мітіке Прікоп          | 35.809   | Олексій Волконський Костянтин Фомічев Олександр Костоглод Ігнат Ковальов | 35.979   |
| K1-200 м   | Михайло Калганов                                                      | 35.908   | Огнєн Филипович                                                     | 36.018   | Павел Готтмар                                                            | 36.228   |
| K2-200 м   | Марек Твардовський Адам Висоцький                                     | 33.515   | Нільс Олав Ф'єльдгейм Андреас Йорсеє                                | 33.975   | Сергій Верлін Анатолій Тищенко                                           | 33.985   |
| K4-200 м   | Віталій Ганькін Олександр Іванік Андрій Тіссін Роман Зарубін          | 31.269   | Андрій Борзуков Михайло Лучник Олексій Слівінський Микола Зайченков | 31.969   | Мартин Хорват Ян Дівінек Андрій Вібауер Растислав Кужель                 | 31.999   |
| C1-500 м   | Максим Опалєв                                                         | 1:49.810 | Мартін Доктор                                                       | 1:51.160 | Габор Фюрдьок                                                            | 1:53.070 |
| C2-500 м   | Флорін Попеску Георге Андрієв                                         | 1:42.103 | Олександр Ковальов Олександр Костоглод                              | 1:42.283 | Хосе Альфредо Беа Давид Маскато                                          | 2:43.883 |
| C4-500 м   | Костянтин Фомічев Олексій Волконський Ігнат Ковальов Андрій Кабанов   | 1:31.868 | Георге Андрієв Флорін Попеску Мітіке Прікоп Флорін Гуйду            | 1:31.866 | Петр Фукса Петр Нетушил Віктор Їраскі Ян Махач                           | 1:33.176 |
| K1-500 м   | Петар Мерков                                                          | 1:39.098 | Гжегож Котович                                                      | 1:39.418 | Михайло Калганов                                                         | 1:39.498 |
| K2-500 м   | Марек Твардовський Адам Висоцький                                     | 1:28.852 | Акош Верецкеї Золтан Каммерер                                       | 1:29.362 | Юрай Бача Міхал Рісздорфер                                               | 1:29.962 |
| K4-500 м   | Віталій Ганькін Олександр Іванік Андрій Тіссін Роман Зарубін          | 1:20.688 | Петар Мерков Андріан Душев Милко Казанов Петар Сибинкич             | 1:22.258 | Сорін Петку Васіле Курузан Мар'ян Сирбу Роміке Шербан                    | 1:22.558 |
| C1-1000 м  | Максим Опалєв                                                         | 3:52.363 | Мартін Доктор                                                       | 3:55.053 | Павел Барашкевич                                                         | 3:56.263 |
| C2-1000 м  | Олександр Ковальов Олександр Костоглод                                | 3:37.802 | Георге Андрієв Флорін Попеску                                       | 3:38.352 | Петер Йон Патрик Шульце                                                  | 3:41.062 |
| C4-1000 м  | Костянтин Фомічев Олексій Волконський Ігнат Ковальов Андрій Кабанов   | 3:17.597 | Кіріак Марков Мітіке Прікоп Саміл Грігоре Йосиф Анісім              | 3:19.227 | Микола Дімак Дмитро Саблін Роман Бундз Леонід Камлочук                   | 3:19.247 |
| K1-1000 м  | Акош Верецкеї                                                         | 3:32.741 | Бабак Амір-Тахмассеб                                                | 3:33.551 | Михайло Калганов                                                         | 3:34.181 |
| K2-1000 м  | Юрай Бача Міхал Рісздорфер                                            | 3:12.259 | Акош Верецкеї Золтан Каммерер                                       | 3:14.169 | Марек Твардовський Адам Висоцький                                        | 3:14.709 |
| K4-1000 м  | Гжегож Котович Адам Серочиньські Даріуш Бялковський Марек Вітковський | 2:55.199 | Петар Мерков Андріан Душев Милко Казанов Петар Сибинкич             | 2:56.049 | Мартин Хорват Юрай Каднар Андрій Вібауер Растислав Кужель\|2:57.499      |          |

### Жінки
| Дисципліна | Золото                                                     | Час      | Срібло                                                       | Час      | Бронза                                                             | Час      |
| K1-200m    | Йозефа Ідем                                                | 41.322   | Рита Кобан                                                   | 41.582   | Белен Санчес                                                       | 42.462   |
| K2-200m    | Анета Пастушка Беата Соколовська                           | 39.454   | Ержебет Вішкі Сільвія Сабо                                   | 40.245   | Наталя Гулій Олена Тіссіна                                         | 40.374   |
| K4-200m    | Галина Пориваєва Наталя Гулій Тетяна Тищенко Ольга Тищенко | 35.959   | Ержебет Вішкі Сільвія Сабо Кінга Бота Каталін Ковач          | 36.459   | Катержина Глуха Мілена Пергнерова Шарка Боковцова Барбара Футерова | 36.949   |
| K1-500m    | Йозефа Ідем                                                | 1:51.072 | Каталін Ковач                                                | 1:52.302 | Ельжбета Урбаньчик                                                 | 1:52.832 |
| K2-500m    | Анета Пастушка Беата Соколовська                           | 1:40.757 | Каталін Ковач Сільвія Сабо                                   | 1:41.507 | Ісаскун Арамбуру Беатріс Манчон                                    | 1:42.607 |
| K4-500m    | Ержебет Вішкі Сільвія Сабо Кінга Бота Каталін Ковач        | 1:35.126 | Белен Санчес Ана Марія Пенас Ісаскун Арамбуру Беатріс Манчон | 1:36.796 | Галина Пориваєва Наталя Гулій Тетяна Тищенко Ольга Тищенко         | 1:37.506 |
| K1-1000m   | Йозефа Ідем                                                | 3:55.459 | Каталін Ковач                                                | 3:56.809 | Ельжбета Урбаньчик                                                 | 3:58.319 |
| K2-1000m   | Анета Пастушка Беата Соколовська                           | 3:38.579 | Андреа Барочі Каталін Ковач                                  | 3:38.819 | Елена Раду Санда Тома                                              | 3:40.429 |

### Medal table
| Місце                | Країна               | Золото | Срібло | Бронза | Загалом |
| -------------------- | -------------------- | ------ | ------ | ------ | ------- |
| 1                    | Росія                | 9      | 1      | 4      | 14      |
| 2                    | Польща               | 7      | 1      | 4      | 12      |
| 3                    | Італія               | 3      | 0      | 0      | 3       |
| 4                    | Угорщина             | 2      | 9      | 1      | 12      |
| 5                    | Румунія              | 1      | 5      | 2      | 8       |
| 6                    | Чехія                | 1      | 3      | 4      | 8       |
| 7                    | Болгарія             | 1      | 2      | 0      | 3       |
| 8                    | Словаччина           | 1      | 0      | 4      | 5       |
| 9                    | Ізраїль              | 1      | 0      | 2      | 3       |
| 10                   | Іспанія              | 0      | 1      | 3      | 4       |
| 11                   | Україна              | 0      | 1      | 1      | 2       |
| 12                   | Югославія            | 0      | 1      | 0      | 1       |
| 12                   | Норвегія             | 0      | 1      | 0      | 1       |
| 12                   | Франція              | 0      | 1      | 0      | 1       |
| 15                   | Німеччина            | 0      | 0      | 1      | 1       |
| Загалом (15 збірних) | Загалом (15 збірних) | 26     | 26     | 26     | 78      |